# NBA Draft 2015
De NBA Draft van 2015 werd gehouden van op 25 juni 2015 in het Barclays Center in Brooklyn. NBA ploegen kozen om de beurt nieuwe spelers die kwamen uit collegebasketbal of die al actief waren internationaal. De eerste speler werd gekozen door de Minnesota Timberwolves en was Karl-Anthony Towns.

## Verloop
Hoogtepunten van de draft waren onder andere de eerste Dominicaan die als eerste werd gekozen (Karl-Anthony Towns), het hoogste aantal geselecteerde Kentucky Wildcats in de loterij (vier met Karl-Anthony Towns, Willie Cauley-Stein, Trey Lyles en Devin Booker), waarmee ze even goed deden als de North Carolina Tar Heels in 2005. De tweede Let die in de eerste ronde werd gekozen (Kristaps Porziņģis), de eerste voormalige middelbare schoolspeler die de universiteit oversloeg om in China te spelen en werd geselecteerd in de draft (Emmanuel Mudiay), en de eerste in India geboren speler die werd geselecteerd in de NBA (Satnam Singh), die ook de eerste speler sinds 2005 was die rechtstreeks van de middelbare school werd geselecteerd (zij het als postgraduaat).
Andere noemenswaardige aankondigingen van de draft waren de officiële aankondiging van het overlijden van de laatste pionier van de originele NBA, Harvey Pollack, rond de derde pick en het ontslag van de league's president of basketball operations Rod Thorn dat officieel werd in augustus na het einde van de eerste ronde.

## Draft
| Ronde | Pick | Speler                  | Positie | Nationaliteit          | Club                   | School/Club                 |
| ----- | ---- | ----------------------- | ------- | ---------------------- | ---------------------- | --------------------------- |
| 1     | 1    | Karl-Anthony Towns      | C       | Dominicaanse Republiek | Minnesota Timberwolves | Kentucky Wildcats           |
| 1     | 2    | D'Angelo Russell        | PG      | Verenigde Staten       | Los Angeles Lakers     | Ohio State Buckeyes         |
| 1     | 3    | Jahlil Okafor           | C       | Nigeria                | Philadelphia 76ers     | Duke Blue Devils            |
| 1     | 4    | Kristaps Porziņģis      | PF/C    | Letland                | New York Knicks        | Baloncesto Sevilla          |
| 1     | 5    | Mario Hezonja           | SG/SF   | Kroatië                | Orlando Magic          | FC Barcelona Bàsquet        |
| 1     | 6    | Willie Cauley-Stein     | PF      | Verenigde Staten       | Sacramento Kings       | Kentucky Wildcats           |
| 1     | 7    | Emmanuel Mudiay         | PG      | Congo-Kinshasa         | Denver Nuggets         | Guangdong Southern Tigers   |
| 1     | 8    | Stanley Johnson         | SF      | Verenigde Staten       | Detroit Pistons        | Arizona Wildcats            |
| 1     | 9    | Frank Kaminsky          | PF      | Verenigde Staten       | Charlotte Hornets      | Wisconsin Badgers           |
| 1     | 10   | Justise Winslow         | SF      | Verenigde Staten       | Miami Heat             | Duke Blue Devils            |
| 1     | 11   | Myles Turner            | C       | Verenigde Staten       | Indiana Pacers         | Texas Longhorns             |
| 1     | 12   | Trey Lyles              | PF      | Canada                 | Utah Jazz              | Kentucky Wildcats           |
| 1     | 13   | Devin Booker            | SG      | Verenigde Staten       | Phoenix Suns           | Kentucky Wildcats           |
| 1     | 14   | Cameron Payne           | PG      | Verenigde Staten       | Oklahoma City Thunder  | Murray State Racers         |
| 1     | 15   | Kelly Oubre Jr.         | SF      | Verenigde Staten       | Atlanta Hawks          | Kansas Jayhawks             |
| 1     | 16   | Terry Rozier            | PG      | Verenigde Staten       | Boston Celtics         | Louisville Cardinals        |
| 1     | 17   | Rashad Vaughn           | SG      | Verenigde Staten       | Milwaukee Bucks        | UNLV Runnin' Rebels         |
| 1     | 18   | Sam Dekker              | SF      | Verenigde Staten       | Houston Rockets        | Wisconsin Badgers           |
| 1     | 19   | Jerian Grant            | PG      | Verenigde Staten       | Washington Wizards     | Notre Dame Fighting Irish   |
| 1     | 20   | Delon Wright            | PG      | Verenigde Staten       | Toronto Raptors        | Utah Utes                   |
| 1     | 21   | Justin Anderson         | SF      | Verenigde Staten       | Dallas Mavericks       | Virginia Cavaliers          |
| 1     | 22   | Bobby Portis            | PF      | Verenigde Staten       | Chicago Bulls          | Arkansas Razorbacks         |
| 1     | 23   | Rondae Hollis-Jefferson | SF      | Verenigde Staten       | Portland Trail Blazers | Arizona Wildcats            |
| 1     | 24   | Tyus Jones              | PG      | Verenigde Staten       | Cleveland Cavaliers    | Duke Blue Devils            |
| 1     | 25   | Jarell Martin           | PF      | Verenigde Staten       | Cleveland Cavaliers    | LSU Tigers                  |
| 1     | 26   | Nikola Milutinov        | C       | Servië                 | San Antonio Spurs      | KK Partizan                 |
| 1     | 27   | Larry Nance Jr.         | PF      | Verenigde Staten       | Los Angeles Lakers     | Wyoming Cowboys             |
| 1     | 28   | R. J. Hunter            | SG      | Verenigde Staten       | Boston Celtics         | Georgia State Panthers      |
| 1     | 29   | Chris McCullough        | PF      | Verenigde Staten       | Brooklyn Nets          | Syracuse Orange             |
| 1     | 30   | Kevon Looney            | PF      | Verenigde Staten       | Golden State Warriors  | UCLA Bruins                 |
| 2     | 31   | Cedi Osman              | SG/SF   | Turkije                | Minnesota Timberwolves | Anadolu Efes SK             |
| 2     | 32   | Montrezl Harrell        | PF/C    | Verenigde Staten       | Houston Rockets        | Louisville Cardinals        |
| 2     | 33   | Jordan Mickey           | PF      | Verenigde Staten       | Boston Celtics         | LSU Tigers                  |
| 2     | 34   | Anthony Brown           | SF      | Verenigde Staten       | Los Angeles Lakers     | Stanford Cardinal           |
| 2     | 35   | Willy Hernangómez       | C       | Spanje                 | Philadelphia 76ers     | Baloncesto Sevilla          |
| 2     | 36   | Rakeem Christmas        | PF/C    | Verenigde Staten       | Minnesota Timberwolves | Syracuse Orange             |
| 2     | 37   | Richaun Holmes          | SF/PF   | Verenigde Staten       | Philadelphia 76ers     | Bowling Green Falcons       |
| 2     | 38   | Darrun Hilliard         | SG      | Verenigde Staten       | Detroit Pistons        | Villanova Wildcats          |
| 2     | 39   | Juan Pablo Vaulet       | SF      | Argentinië             | Charlotte Hornets      | Estudiantes de Bahía Blanca |
| 2     | 40   | Josh Richardson         | SG      | Verenigde Staten       | Miami Heat             | Tennessee Volunteers        |
| 2     | 41   | Pat Connaughton         | SG      | Verenigde Staten       | Brooklyn Nets          | Notre Dame Fighting Irish   |
| 2     | 42   | Olivier Hanlan          | PG      | Canada                 | Utah Jazz              | Boston College Eagles       |
| 2     | 43   | Joe Young               | PG      | Verenigde Staten       | Indiana Pacers         | Oregon Ducks                |
| 2     | 44   | Andrew Harrison         | PG      | Verenigde Staten       | Phoenix Suns           | Kentucky Wildcats           |
| 2     | 45   | Marcus Thornton         | PG      | Verenigde Staten       | Boston Celtics         | William & Mary Tribe        |
| 2     | 46   | Norman Powell           | SG      | Verenigde Staten       | Milwaukee Bucks        | UCLA Bruins                 |
| 2     | 47   | Artūras Gudaitis        | C       | Litouwen               | Philadelphia 76ers     | KK Žalgiris Kaunas          |
| 2     | 48   | Dakari Johnson          | C       | Verenigde Staten       | Oklahoma City Thunder  | Kentucky Wildcats           |
| 2     | 49   | Aaron White             | PF      | Verenigde Staten       | Washington Wizards     | Iowa Hawkeyes               |
| 2     | 50   | Marcus Eriksson         | SG      | Zweden                 | Atlanta Hawks          | FC Barcelona Bàsquet        |
| 2     | 51   | Tyler Harvey            | PG      | Verenigde Staten       | Orlando Magic          | Eastern Washington Eagles   |
| 2     | 52   | Satnam Singh            | C       | India                  | Dallas Mavericks       | IMG Academy                 |
| 2     | 53   | Sir'Dominic Pointer     | SF      | Verenigde Staten       | Cleveland Cavaliers    | St. John's Red Storm        |
| 2     | 54   | Dani Díez               | SF      | Spanje                 | Utah Jazz              | Gipuzkoa Basket             |
| 2     | 55   | Cady Lalanne            | PF      | Haïti                  | San Antonio Spurs      | Massachusetts Minutemen     |
| 2     | 56   | Branden Dawson          | SF      | Verenigde Staten       | New Orleans Pelicans   | Michigan State Spartans     |
| 2     | 57   | Nikola Radičević        | PG      | Servië                 | Denver Nuggets         | Baloncesto Sevilla          |
| 2     | 58   | J. P. Tokoto            | SG/SF   | Verenigde Staten       | Philadelphia 76ers     | North Carolina Tar Heels    |
| 2     | 59   | Dimitrios Agravanis     | PF      | Griekenland            | Atlanta Hawks          | Olympiakos Piraeus BC       |
| 2     | 60   | Luka Mitrović           | PF      | Servië                 | Philadelphia 76ers     | KK Rode Ster Belgrado       |

1947 · 1948 · 1949 · 1950 · 1951 · 1952 · 1953 · 1954 · 1955 · 1956 · 1957 · 1958 · 1959 · 1960 · 1961 · 1962 · 1963 · 1964 · 1965 · 1966 · 1967 · 1968 · 1969 · 1970 · 1971 · 1972 · 1973 · 1974 · 1975 · 1976 · 1977 · 1978 · 1979 · 1980 · 1981 · 1982 · 1983 · 1984 · 1985 · 1986 · 1987 · 1988 · 1989 · 1990 · 1991 · 1992 · 1993 · 1994 · 1995 · 1996 · 1997 · 1998 · 1999 · 2000 · 2001 · 2002 · 2003 · 2004 · 2005 · 2006 · 2007 · 2008 · 2009 · 2010 · 2011 · 2012 · 2013 · 2014 · 2015 · 2016 · 2017 · 2018 · 2019 · 2020 · 2021 · 2022 · 2023 · 2024